# セヴリーヌ
セヴリーヌ (Séverine、本名：カロリーヌ・レミ（Caroline Rémy）、1855年4月27日 - 1929年4月24日) は、フランスの社会主義・無政府主義のジャーナリスト、作家、人権擁護活動家である。パリ・コミューンの闘士ジュール・ヴァレスとともに『人民の叫び』を再刊し、マルグリット・デュランが創刊した本格的なフェミニスト新聞『ラ・フロンド』の編集委員としてドレフュス事件の再審を取材するほか、多くの政治・社会問題に取り組んだ。

## 背景・結婚
セヴリーヌは1855年4月27日、カロリーヌ・レミとしてパリ2区に生まれた。父はパリ警視庁託児課の職員であった。芸術家志望であったが父に反対され、「小学校教員になるか、結婚するか」の選択肢しかないと言われた。セヴリーヌは結婚した方が自由になれると考えたため、1872年、17歳で父親が選んだ男性と結婚した。アンリ・モントロベールというガス公社の職員である。だが、彼女にとって結婚生活は自殺を考えるほど辛く、夫との性行為は「強姦」に等しかった。
翌年、第一子ルイが生まれたが、夫のもとを去って生家に戻った。息子は夫が引き取り、託児所に預けた。生計を立てるためにピアノを教えたり、縫い物や刺繍の仕事を引き受けたりした後、後に結婚する医師のアドリアン・ゲバールの母でスイス生まれのゲバール夫人の付き添い（レディズ・コンパニオン）を務めた。アドリアン・ゲバールの子を妊娠したが、まだ離婚が合法化されていなかったためモントロベールと離婚できず、ブリュッセルに行き、滞在中に「母親不明」の子として第二子ローランを出産し、託児所に預けた。離婚が合法化された後、アドリアン・ゲバールと正式に結婚したが、子は引き取らず、ゲバール夫人に預けた。

## ジュール・ヴァレス -『人民の叫び』

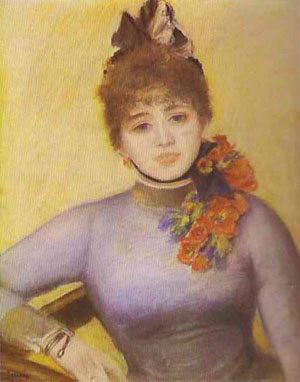
ルノワール作『セヴリーヌ夫人』(1885年頃)

ブリュッセル滞在中に、ゲバールを介して作家・政治家のジュール・ヴァレス (1832-1885) に出会った。パリ・コミューンの闘士で『人民の叫び』を創刊したヴァレスは、コミューン崩壊後にベルギーに亡命していた。セヴリーヌはヴァレスに「革命の手ほどき」を受け、「無政府主義」を学んだ。パリに戻ってからも常にヴァレスに同行し、多くのジャーナリストに紹介された。当時、政治・社会問題を扱う報道界は「男社会」であったが、セヴリーヌは彼らから取材方法や記事の書き方を学んだ。ヴァレスに秘書にならないかと持ちかけられ、喜んで引き受けたが、国外追放された無政府主義者ヴァレスへの不信感から周囲が反対したため、セヴリーヌは拳銃で自殺を図った。未遂に終わったこの事件から、彼女は自分の意思で行動する自由を得た。ヴァレスはセヴリーヌが校正を担当し、1883年に発表された『ロンドン通り』を彼女に献呈した。
1883年10月28日、二人はゲバールの経済支援を受けてコミューン崩壊以後中断していた『人民の叫び』を再刊した。セヴリーヌが初めて書いた記事は同年11月22日号に掲載された。女性に対する偏見があったため、2回目まではセヴランという男性名で発表し、3回目からセヴリーヌというペンネームを使うようになった。
1885年にヴァレスが死去した後はセヴリーヌが編集長を務めた。同年、1884年創刊の日刊紙『エコー・ド・パリ』の記者で『人民の叫び』の編集委員となったジョルジュ・ド・ラブリュイエールに惹かれ、生活を共にするようになった。だが、このために他の編集委員との間に思想的な対立が生じ、セヴリーヌはジュール・ゲードらのマルクス主義者を「社会のパリサイ人（偽善者）」と非難し、ゲード派はラブリュイエールを「売春婦のヒモ」と罵倒した。こうした対立から1888年、セヴリーヌはラブリュイエールとともに『人民の叫び』を離れ、独立したジャーナリストとして他の新聞に寄稿するようになった。

## 徹底したルポルタージュ・弱者支援

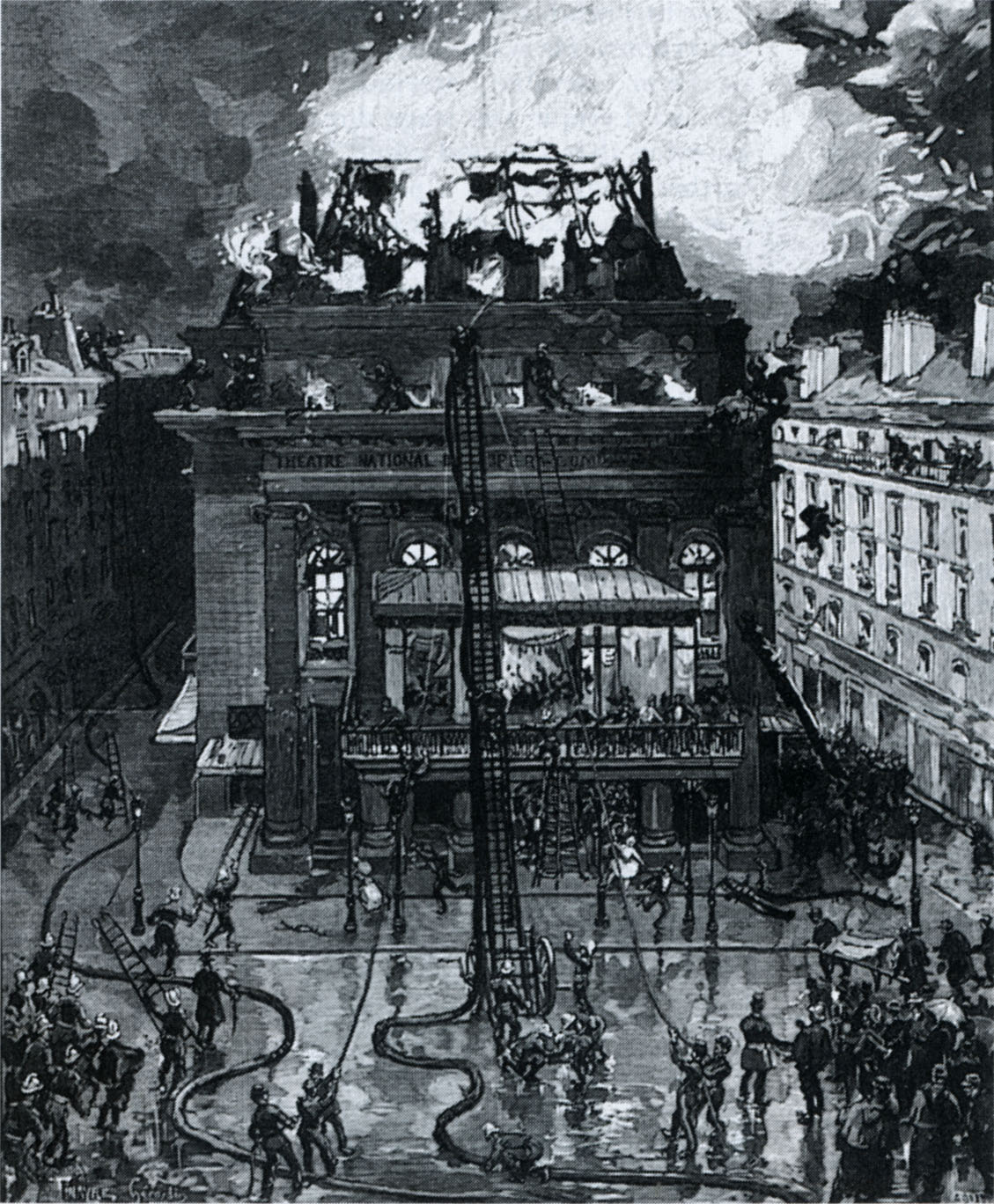
1887年5月25日 オペラ＝コミック座の火事

セヴリーヌは、事件現場に赴き、多くの関係者に直接話を聞き、「自分の目で確かに見聞きしたことを正確に読者に伝えるというルポルタージュ（現地報告）の原則を確立した」「世界で初めてのレポーター」と呼ばれた。王党派として創刊され、後に（1929年）『ル・フィガロ』紙と合併したアルチュール・メイエルの日刊紙『ル・ゴロワ』(1868-1929) では、1887年5月25日のオペラ＝コミック座の火事について記事を書くために、まだ消火作業中の現場に飛び込んで取材し、100人以上が犠牲になった1890年のサン＝テティエンヌ炭鉱炭塵爆発事故では、坑夫の作業服を着て坑道に降りて取材した。社会主義者・無政府主義者として常に弱者の立場に立っていた彼女は、事件を正確かつ詳細に伝えただけでなく、被害者である労働者の境遇改善を訴えた。

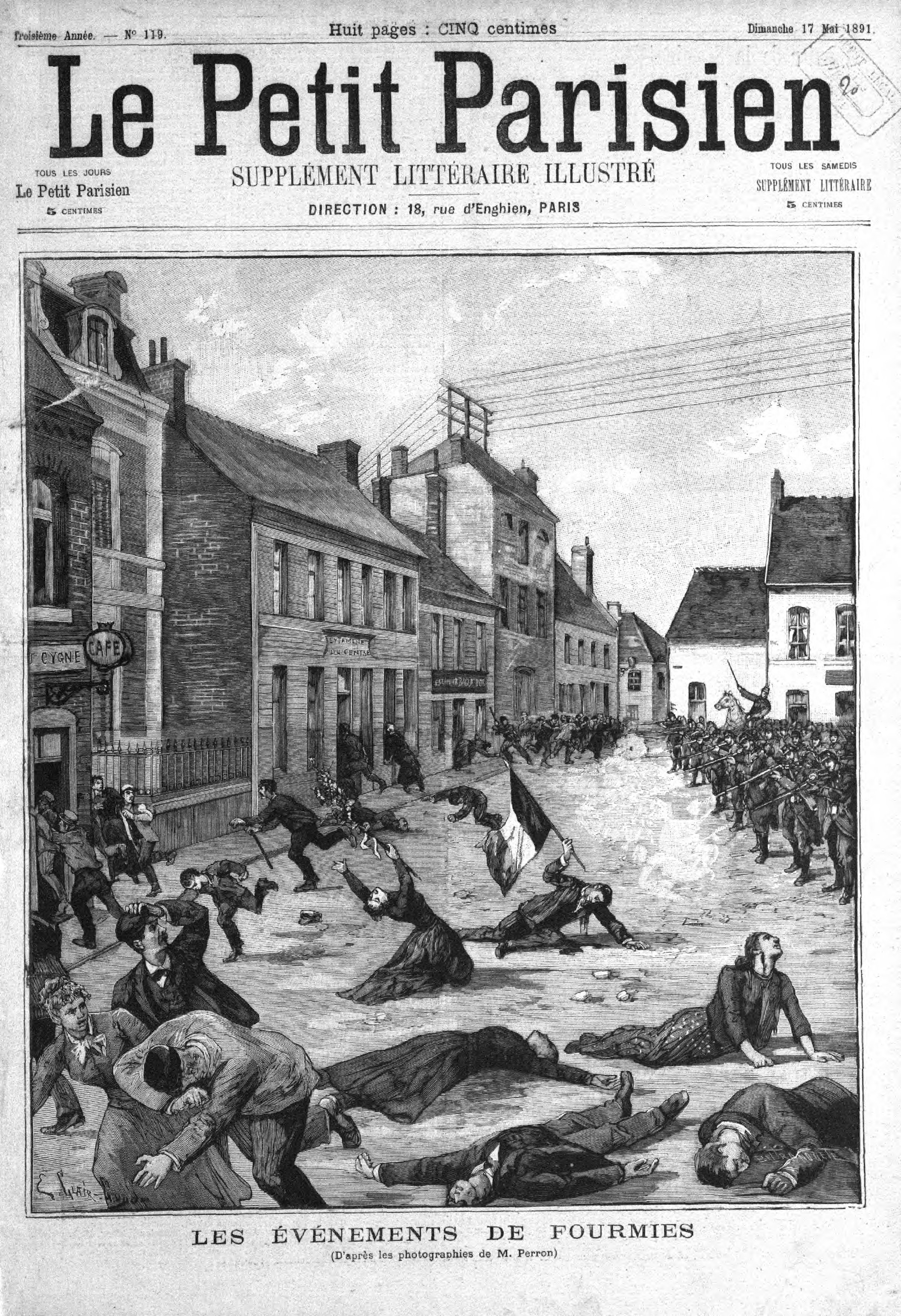
フルミー事件 (『ル・プティ・パリジャン』表紙)

1889年9月にパリ19区のフランドル通りの製糖工場で女性労働者がストライキを行ったときにも、制服を借りて現場に潜り込み、女性たちの話を直接聞いて、その労働環境の劣悪さを訴えた。1891年5月1日、ノール県フルミー炭鉱で行われた労働者の平和的デモを軍が弾圧し、女性や子どもを含む9人が殺害された事件（フルミー事件）では、軍国主義を厳しく批判した。1890年から1891年にかけて大寒波に襲われたときには、ジャーナリストや新聞社に呼びかけて「報道界の避難場所」を組織し、パリ9区の旧プールにホームレスの人々などを収容し、レストラン「デュヴァル」の経営者アレクサンドル・デュヴァルの協力を得て、毎晩、温かいスープを配給した。

## 『ラ・フロンド』・ドレフュス事件の再審取材
1897年、マルグリット・デュランが創刊した『ラ・フロンド』に編集委員として参加した。編集委員、コラムニスト、寄稿者はもちろん、校正や印刷もすべて女性のみで行う本格的なフェミニスト新聞であり、女性初のソルボンヌ大学教授クレマンス・ロワイエ、女性初のパリ公認弁護士ジャンヌ・ショーヴァン、女性初の公教育審議会委員ポーリーヌ・ケルゴマール、女性作家として最初にレジオンドヌール勲章を受けたジャンヌ・ロワゾー、女性で初めて重罪院で弁護した弁護士マリア・ヴェローヌらも編集委員を務めたほか、ユベルティーヌ・オークレール、マドレーヌ・ペルティエ、ネリー・ルーセルら多くのフェミニストが寄稿した。

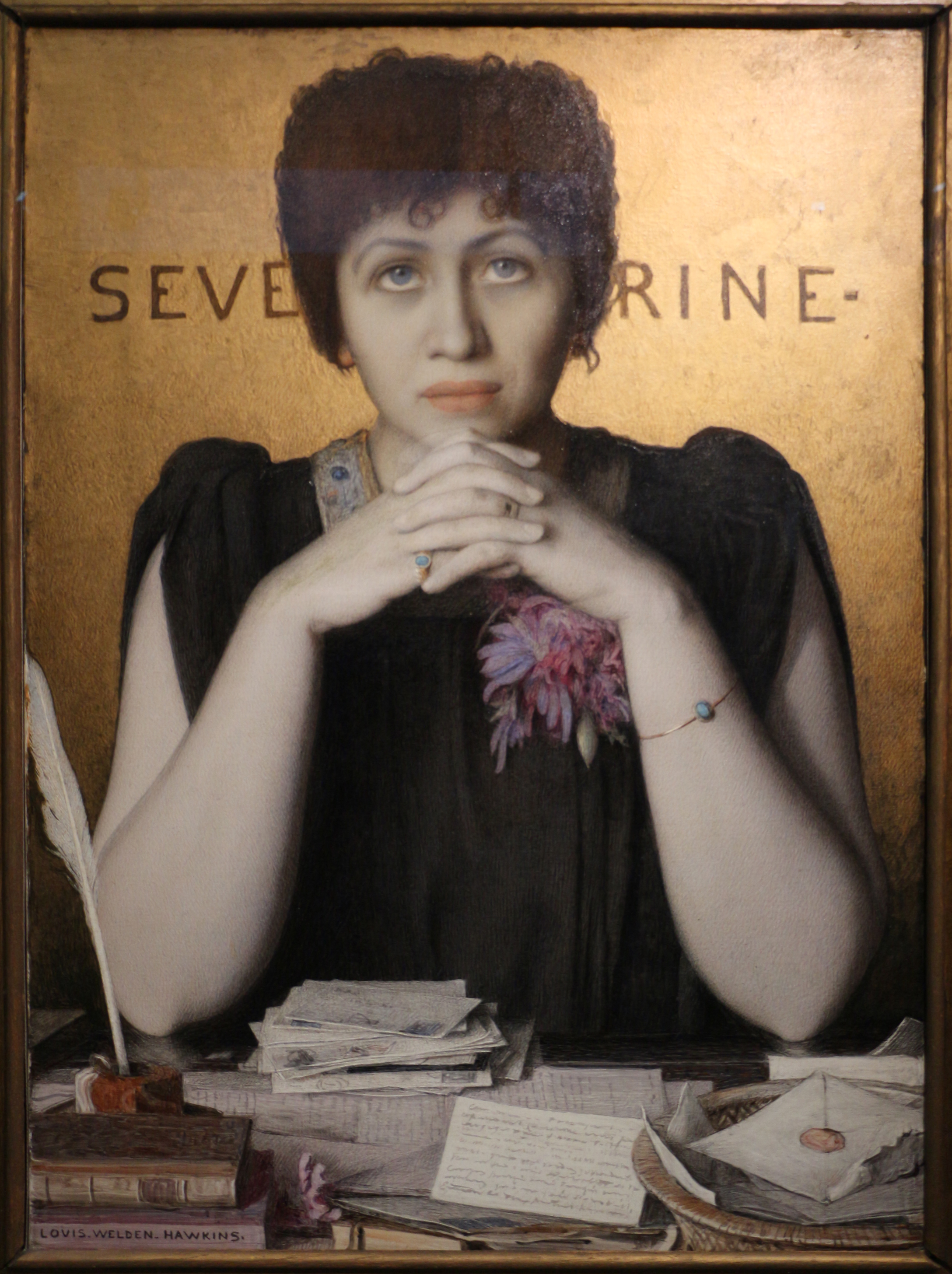
ルイス・ウェルデン・ホーキンスによるセヴリーヌの肖像

ドレフュス事件で1899年8月にレンヌで軍法会議の再審が行われたときには『ラ・フロンド』の記者として取材を行うために、『誤審 ― ドレフュス事件の真実 (Une erreur judiciaire. La vérité sur l'affaire Dreyfus)』(1896年) を著したベルナール・ラザール、ドレフュスの無罪を主張する『証拠 (Les Preuves)』を著した社会党 (SFIO) の指導者ジャン・ジョレス、1896年にドレフュス無実を発見した参謀本部のマリー＝ジョルジュ・ピカール中佐、レンヌ大学哲学教授ヴィクトル・バッシュらとともにレンヌに1か月間滞在して、裁判官、弁護士、検察、傍聴人、軍部、政府の要人、被告の家族などに取材し、『ラ・フロンド』紙上で報告した。これらの記事は、1900年に『ドレフュス事件 ― 光に向かって・・・体験に基づく印象 (Affaire Dreyfus : Vers la lumière... impressions vécues)』として出版された。
セヴリーヌはジャーナリストとしての独立性・中立性を維持するために、当初は右派・左派を問わず様々な新聞の記者として活躍したが、反ユダヤ主義者（反ドレフュス派）のエドゥアール・ドリュモンが創刊した『ラ・リーブル・パロール』(1892-1924) に寄稿したことだけは後に後悔し、判断を誤ったと認めている。ドリュモンは1886年に1200ページにも及ぶユダヤ人攻撃の書『ユダヤのフランス』を発表し、反ユダヤ主義感情を醸成する土壌を作り上げた人物であり、ドレフュス事件の際に、大々的に反ドレフュスの論陣を張って世論をリードしたのが、彼が主宰する『ラ・リーブル・パロール』であった。

## フェミニズム

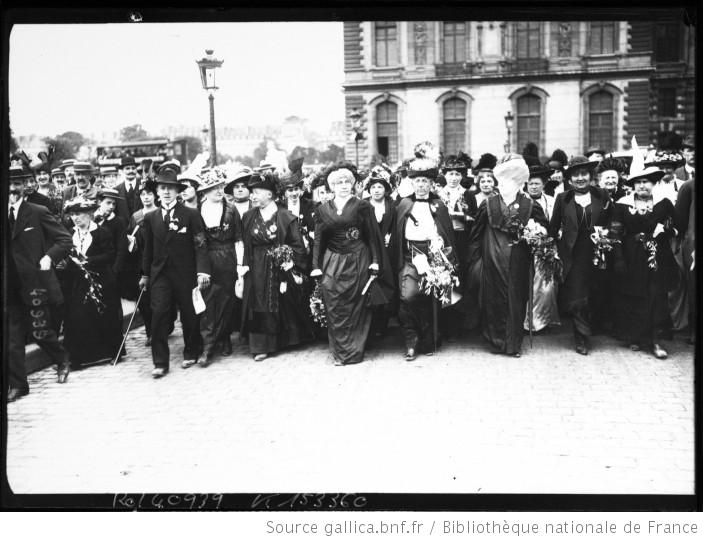
1914年、コンドルセに捧げる桜草を持って女性参政権を訴えるデモ行進 - 先頭がセヴリーヌ

セヴリーヌは『ラ・フロンド』でフェミニストらと活動を共にしたが、女性参政権運動などに積極的に関わっていたわけではない。これもジャーナリストとしての中立性おとび無政府主義・反議会主義のためであったが、1890年に文芸誌『ジル・ブラス』に中絶権を擁護する記事を掲載するほか、ブルジョワ家庭の既婚女性がトゥーロン市長の子を妊娠し、中絶手術を受けたことで禁錮2年を求刑されたときには、彼女を支援する記事を多くの新聞に掲載した。
また、一度だけ、1914年7月5日に女性参政権を訴えるデモ行進を組織した。この行進には男性も含めて約2,400人が参加し、各自、フランス革命で女性参政権を擁護したコンドルセの像に桜草の花束を捧げた。

## 無政府主義

### 行為によるプロパガンダ - 極悪法
セヴリーヌは弱者・労働者を支援する社会主義者・無政府主義者の立場から、「常に貧しい人々と共に。その過ちや犯罪にもかかわらず」として、「行為によるプロパガンダ」すら擁護した。最初は1887年1月30日付『人民の叫び』に無政府主義者クレマン・デュヴァルを支援する記事を掲載した。彼は「自分の自由を守るため」として強盗、殺人未遂などの「行為によるプロパガンダ」に訴え、死刑判決を受けた（最終的には長年投獄された後、脱出に成功し、ニューヨークにたどり着いた）。
1893年には同じく「行為によるプロパガンダ」として無政府主義者オーギュスト・ヴァイヤンが国民議会に爆弾を投じて逮捕された。死者が出たわけではなかったが、デュヴァルの事件と同様に死刑判決を受けた。セヴリーヌは恩赦を要求し、エミール・ゾラも前年、「行為によるプロパガンダ」により2人の死者を出したラヴァショル事件の際には、「アナーキストは詩人である。それは人類や病気や苦痛と同じように古い、永遠の黒いポエジーである。彼らは見者の頭脳をもち、夢を節に求める、心優しい人々である。アナーキストが生まれたのは最近のことではない。彼らは社会そのものと同時に生まれたのである」として、無政府主義者を擁護していたが、ヴァイヤンは翌94年に絞首刑に処された。この事件は「行為によるプロパガンダ」を禁じる法律「極悪法」の成立につながり、さらに、無政府主義サント・ジェロニモ・カゼリオ、エミール・アンリによる同様のテロ事件を受けて「極悪法」が強化された。この結果、無政府主義の新聞を主宰したセバスチャン・フォール、ジャン・グラーヴ、エミール・プジェ、ポール・ルクリュ、美術評論家のフェネックス・フェネオン、画家マクシミリアン・リュスら多くの無政府主義者が逮捕され、うち30人が1894年8月6日から12日にかけて30人裁判にかけられた。特にフェネオンがマザス刑務所に未決囚として拘留され、予審を受けていたときには、セヴリーヌ、ベルナール・ラザールのほか、マラルメ、ヴェルレーヌ、美術評論家のアルセーヌ・アレクサンドル、オクターヴ・ミルボー、アンリ・ロシュフォール、ルイーズ・ミシェル、詩人ギュスターヴ・カーンらがフェネオンを弁護する記事を書いた。被告は3人の強盗を除いて全員釈放された。

### サッコ・ヴァンゼッティ事件

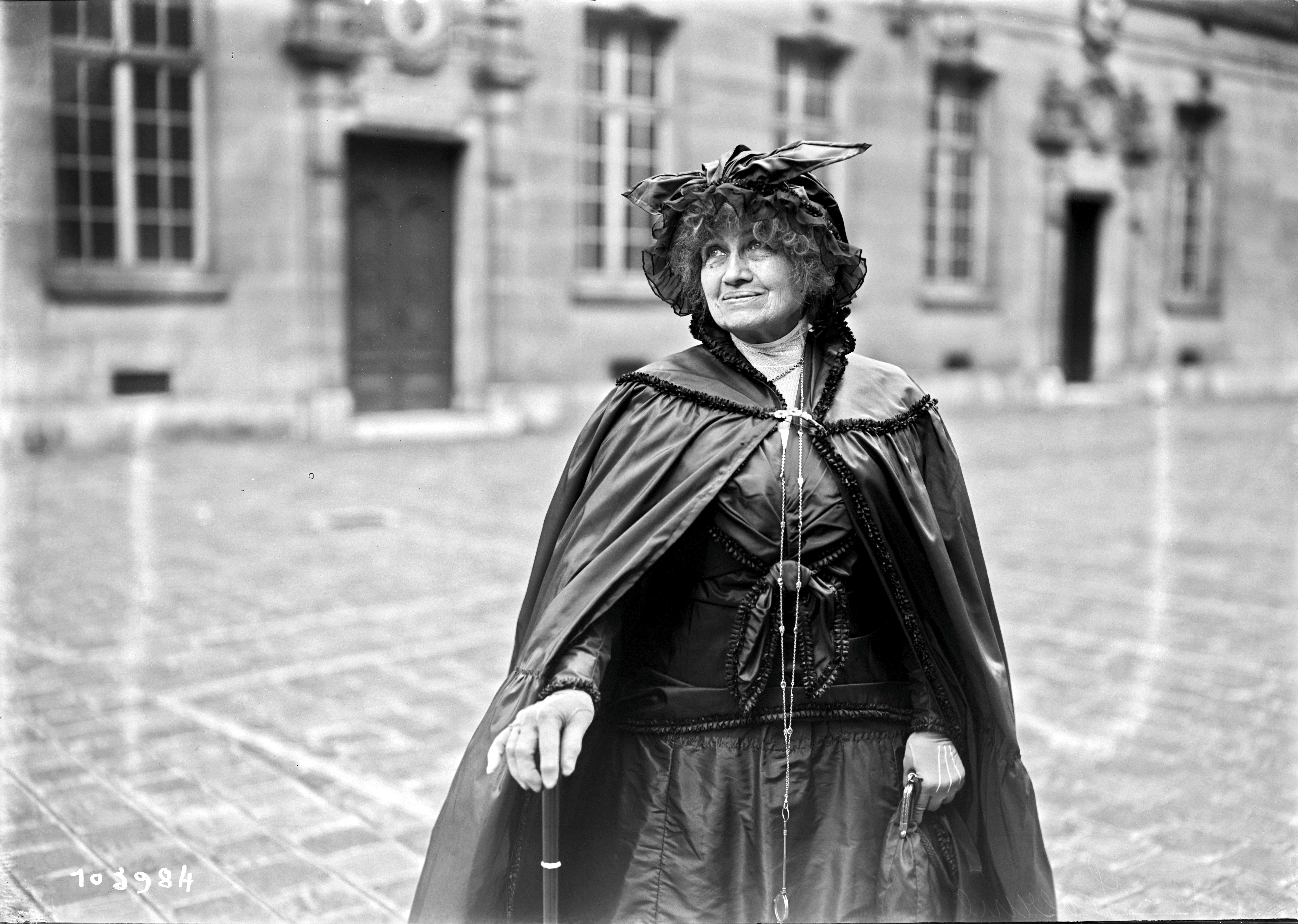
1925年9月2日にソルボンヌで開催された第24回世界平和会議に参加したセヴリーヌ

こうした「極悪法」の適用と処刑によってテロリズムは終息したが、セヴリーヌの無政府主義者に対する支援は終生続き、1919年から1920年にかけて起こったサッコ・ヴァンゼッティ事件でイタリア移民の無政府主義者ニコラ・サッコとバルトロメオ・ヴァンゼッティが死刑判決を受けたときにも、記事や講演を通じて最後まで釈放を求め続けた。1927年7月24日、セヴリーヌはすでに70歳を過ぎ、ほとんど外出できない状態であったが、パリ11区のシルク・ディヴェールで二人の釈放を求める最後の講演を行った。二人はこの1月後に処刑された。

## その他の人権擁護活動
セヴリーヌはこの他にも、オスマン・トルコ帝国軍によるアルメニア人虐殺を非難し、「正義の夜明けが、白人を偏見という鉄の鎖から解き放ち、自ら残酷な過去から解き放つのはいつのことか」と黒人差別を非難し、すでに1925年から「脅かされた利益、恐怖、特権、怨恨、偏見、旧弊、無理解が同盟を結んだ」としてファシズムを批判し、ヴァレスが提唱した児童の人権連盟を支持し（児童の権利に関する条約が国連総会で採択されたのは1989年11月20日のことである）、1891年にレオ13世に謁見して反ユダヤ主義とフランスの政教分離法（ライシテ）について意見を求め、「カトリック教会は政治に関わることはない」ことを確認するなど（セヴリーヌはローマ教皇に謁見した最初の女性記者である）、幅広い活動を行った。

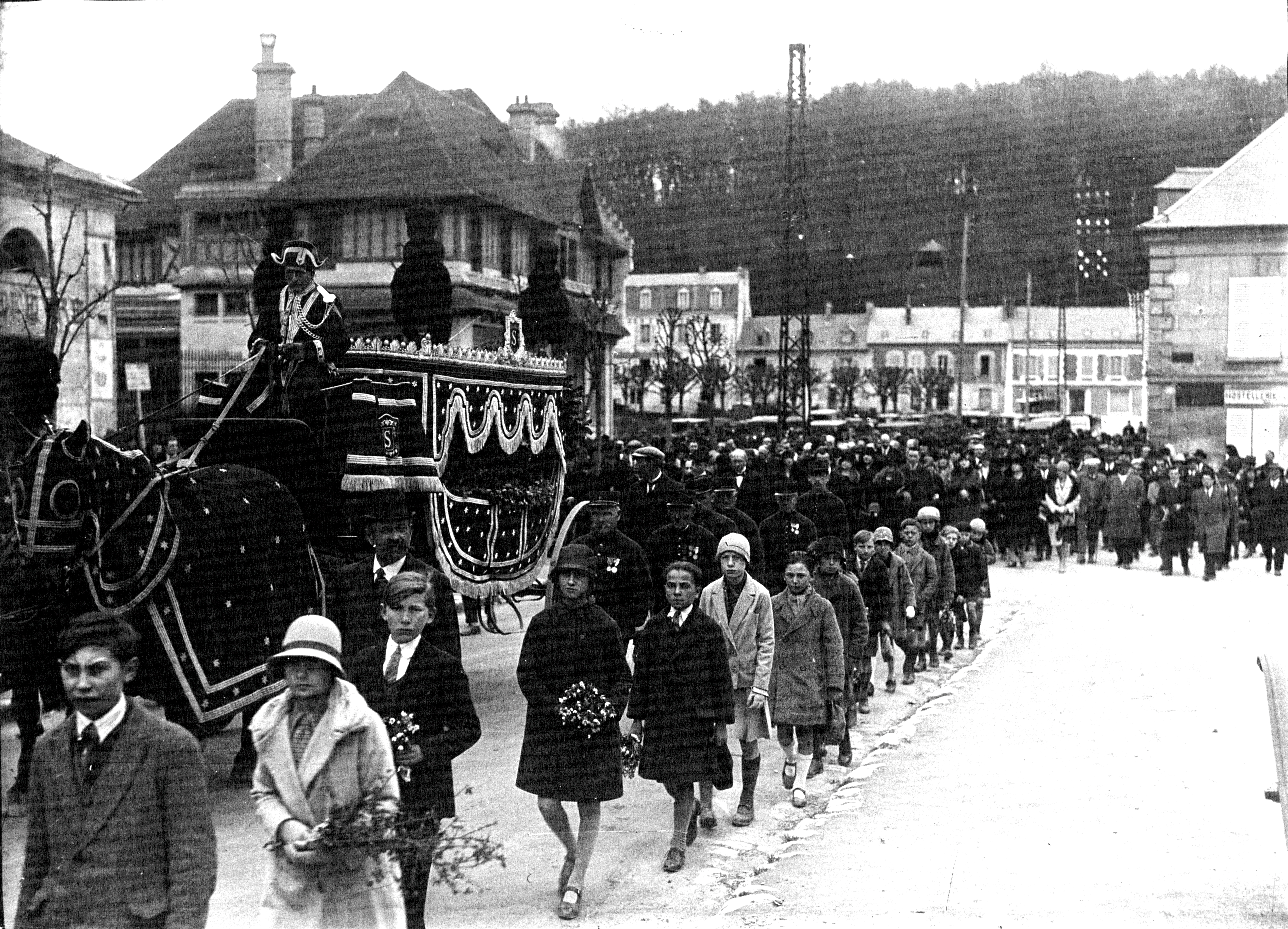
セヴリーヌの葬儀（1929年4月29日、ピエールフォン）

1929年4月24日、コンピエーニュの森のはずれにあるピエールフォン（オワーズ県）で死去した。享年73歳。1899年のドレフュス事件の再審を取材したときに滞在したホテルの名前に因んで「トロワ・マルシュ（三段）」と名付けられた彼女の家は、建築家ヴィオレ＝ル＝デュックにより再建されたピエールフォン城を正面に臨む場所にあり、彼女の没後、マルグリット・デュランが買い取った。セヴリーヌの著書、書簡等はマルグリット・デュラン図書館に寄贈された。

## 著書
- Pages rouges (赤いページ), Paris, H. Simonis Empis, 1893
- Notes d’une frondeuse : de la Boulange au Panama (女性反逆者の覚書 ― ブーランジェからパナマまで), Paris, H. Simonis Empis, 1894 (ジュール・ヴァレス序文) - 電子版
- Pages mystiques (神秘のページ), Paris, H. Simonis Empis, 1895
- En marche (前進), Paris, H. Simonis Empis, 1896 - 電子版
- La crèche de Babel (バベルの秣桶), 1898, パリ＝ノエル（フランス語版）.
- Affaire Dreyfus : Vers la lumière... impressions vécues (ドレフュス事件 ― 光に向かって・・・体験に基づく印象), Paris, Stock, 1900 - 電子版
- La Toute-puissance de la bonté (善良さの絶対的な権力), 1900
- Sac à tout : mémoires d’un petit chien (サッカトゥ ― 子犬の回想録), Paris, F. Juven, 1903 (サッカトゥはセヴリーヌが拾って飼った子犬の名前)
- À Sainte-Hélène (サント＝エレーヌにて), Paris, V. Giard et E. Brière, 1904 (戯曲)
- Line : 1855-1867 (リーヌ ― 1855-1867), Paris, Crès, 1921 (リーヌはセヴリーヌの愛称)
- Choix de papiers (紙の選択), Paris, Tierce, 1982 (エヴリーヌ・ル・ガレック注釈)
- Impressions d’audience (公判の印象), Valenciennes, Presses universitaires de Valenciennes, 1999 (ゾラ裁判に関する記録)

## 参考資料
- SÉVERINE [Caroline RÉMY, dite] [Dictionnaire des anarchistes] - Maitron
- Michel Winock, Les voix de la liberté. Les écrivains engagés au XIXe siècle, Le Seuil (29 août 2016)
- Évelyne Le Garrec, Séverine (1855-1929), Vie et combats d'une frondeuse, l'Archipel, 2009 (序文：イザベル・ロム（フランス語版）, あとがき：ベルナール・ノエル（フランス語版）)
- 間野嘉津子. 世紀末文化とジェンダー ― 日刊紙〈ラ・フロンド〉と新聞記者セヴリーヌに関する一考察. 『大阪経大論集』第55巻第1号、2004年5月.